# Mario Frick (football)
Pour les articles homonymes, voir Mario Frick et Frick.
Mario Frick est un footballeur liechtensteinois né le 7 septembre 1974, à Coire (Suisse), devenu entraîneur. Mario Frick et l'un des rares footballeurs d'envergure internationale à avoir joué pour le Liechtenstein, dont il est le meilleur buteur avec 16 buts en 125 sélections.
Ses fils Yanik et Noah sont également footballeurs.

## Biographie

### En club
Mario Frick évolue en tant qu'attaquant au FC Balzers, où il commence son parcours pro. Il rejoint rapidement l'élite suisse, passant par les plus grands clubs helvètes.
Au début des années 2000, il devient le premier joueur du Liechtenstein à évoluer en Série A, portant les couleurs du Hellas Vérone. Il redescend dans les séries inférieures italiennes, mais ses performances à Ternana lui permettent de retrouver l'élite avec Sienne.
De retour en Suisse, il retrouve Saint-Gall avant un passage anecdotique aux Grashoppers. Il retrouve ensuite le club de ses débuts, le FC Balzers, en 2011. Il devient ensuite joueur-entraîneur avant de raccrocher les crampons à 42 ans, en juin 2016.

### En sélection
En sélection, Mario Frick n'évolue pas comme buteur, mais en retrait.
Le 26 octobre 1993, il dispute son premier match en équipe nationale lors d'un match amical face à l'Estonie (défaite 0-2).
Il marque son premier but le 1er septembre 1997 face à la Roumanie lors des qualifications pour la Coupe du monde 1998 (défaite 1-8), puis son deuxième but le 14 octobre 1998 face à l'Azerbaïdjan lors des qualifications pour l'Euro 2000, match qui sera également sa première victoire en équipe nationale (2-1).
Le 13 octobre 2004, il marque un but sur pénalty face au Luxembourg dans ce qui deviendra la plus large victoire de l'histoire de l'équipe du Liechtenstein (4-0).
Le 10 août 2011, il fête sa 100e sélection lors d'un match amical face à la Suisse, au Rheinpark Stadion de Vaduz. À cette occasion, il porte le numéro 100 et effectue la passe décisive sur le but de Marco Ritzberger, le premier inscrit face à la Suisse.
À 40 ans et 1 jour, il est encore titulaire en match de qualification à l'Euro 2016 en Russie le 8 septembre 2014 (défaite 4-0). Lors de ce match il est défenseur central, porte le numéro 10, et est bien sûr capitaine de sa sélection.
Son dernier match international a lieu en octobre 2015, en clôture des éliminatoires pour l'Euro 2016, lors d'un déplacement en Autriche. Il quitte le jeu à la 89e minute de la rencontre après 21 ans et 350 jours en équipe nationale, 125 sélections et 16 buts pour la Nati. Alors âgé de 41 ans et 35 jours, il établit le record du joueur le plus âgé en équipe nationale du Liechtenstein.

### En tant que formateur
En 2012, Mario Frick est devenu entraîneur du FC Balzers et a formé l'équipe de première division du Liechtenstein pendant cinq ans avant de prendre en charge l'équipe des M18 du Liechtenstein, qui évolue dans la deuxième plus haute ligue suisse des M18. En septembre 2018, Frick devient alors entraîneur de la 1ère équipe du FC Vaduz.

## Statistiques

### Buts internationaux
| #   | Date             | Lieu                                      | Adversaire      | Score | Résultat | Compétition                       |
| --- | ---------------- | ----------------------------------------- | --------------- | ----- | -------- | --------------------------------- |
| 1.  | 6 septembre 1997 | Sportpark Eschen-Mauren, Eschen (Liecht.) | Roumanie        | 1-7   | 1-8      | Éliminatoires Coupe du monde 1998 |
| 2.  | 14 octobre 1998  | Rheinpark Stadion, Vaduz (Liecht.)        | Azerbaïdjan     | 1-0   | 2-1      | Éliminatoires Euro 2000           |
| 3.  | 7 juin 2000      | Dreisamstadion, Fribourg (Allemagne)      | Allemagne       | 2-2   | 2-8      | Match amical                      |
| 4.  | 21 août 2002     | Tórsvøllur, Tórshavn (Îles Féroé)         | Îles Féroé      | 1-0   | 1-3      | Match amical                      |
| 5.  | 20 août 2003     | Rheinpark Stadion, Vaduz (Liecht.)        | Saint-Marin     | 1-0   | 2-2      | Match amical                      |
| 6.  | 13 octobre 2004  | Stade Josy Barthel, Luxembourg (Lux.)     | Luxembourg      | 3-0   | 4-0      | Éliminatoires Coupe du monde 2006 |
| 7.  | 17 novembre 2004 | Rheinpark Stadion, Vaduz (Liecht.)        | Lettonie        | 1-1   | 1-3      | Éliminatoires Coupe du monde 2006 |
| 8.  | 7 septembre 2005 | Rheinpark Stadion, Vaduz (Liecht.)        | Luxembourg      | 1-0   | 3-0      | Éliminatoires Coupe du monde 2006 |
| 9.  | 6 septembre 2006 | Ullevi, Göteborg (Suède)                  | Suède           | 1-1   | 1-3      | Éliminatoires Euro 2008           |
| 10. | 6 octobre 2006   | Rheinpark Stadion, Vaduz (Liecht.)        | Autriche        | 1-0   | 1-2      | Match amical                      |
| 11. | 28 mars 2007     | Rheinpark Stadion, Vaduz (Liecht.)        | Lettonie        | 1-0   | 1-0      | Éliminatoires Euro 2008           |
| 12. | 22 août 2007     | Windsor Park, Belfast (Irlande du Nord)   | Irlande du Nord | 1-3   | 1-3      | Éliminatoires Euro 2008           |
| 13. | 17 octobre 2007  | Rheinpark Stadion, Vaduz (Liecht.)        | Islande         | 1-0   | 3-0      | Éliminatoires Euro 2008           |
| 14. | 6 juin 2009      | Stade olympique, Helsinki (Finlande)      | Finlande        | 1-0   | 1-2      | Éliminatoires Coupe du monde 2010 |
| 15. | 7 septembre 2010 | Hampden Park, Glasgow (Écosse)            | Écosse          | 1-0   | 1-2      | Éliminatoires Euro 2012           |
| 16. | 17 novembre 2010 | A. Le Coq Arena, Tallinn (Estonie)        | Estonie         | 1-0   | 1-1      | Match amical                      |